# Península de Faddeyevsky
Península de Faddeyevsky (em russo:  Фаддеевский) é uma península localizada no árctico russo, banhada pelas águas do mar Siberiano Oriental.
Administrativamente, a ilha, tal como o resto do arquipélago, pertence à República de Sakha (Iacútia) da Federação Russa.